# Estudis de gènere en la ciència i la tecnologia
Els estudis de ciència, tecnologia i gènere (CTG) són una part dels estudis de ciència, tecnologia i societat (CTS). Igual que aquests últims, els estudis de ciència, tecnologia i gènere són un camp de treball interdisciplinari des del qual s'aborda l'estudi de la ciència i la tecnologia en el context social, en un esforç per comprendre el seu desenvolupament històric i els seus efectes sobre les nostres formes de vida, encara que, a diferència dels estudis CTS, mitjançant l'imperatiu d'integrar una perspectiva de gènere.
Per tal d'entendre de manera clara quin és l'objectiu d'aquesta branca de la CTS és necessari conèixer el punt de partida que no és altre que la distinció que s'ha de fer entre “sexe” i “gènere”. El primer fa referència a les diferències existents des del punt de vista biològic entre un home i una dona. El segon, el gènere, és una construcció social que diferencia les responsabilitats, els rols, els condicionants així com les oportunitats i necessitats d'homes i dones en un context determinat. Aquesta construcció social sol variar al llarg del temps. En definitiva l'anàlisi de les relacions de gènere incideix especialment en les relacions de poder i l'accés als recursos i les oportunitats.
La integració i aplicació necessària de la perspectiva de gènere és imprescindible en els estudis CTS com també és clau copsar el "gènere" com una categoria analítica i no com una simple categoria descriptiva.

## Polítiques d'igualtat de gènere a la ciència i la tecnologia
Existeixen tres àmbits en les polítiques d'igualtat de gènere pel que fa a la ciència i tecnologia que son necessaris per a obtenir resultats efectius.
- El primer es refereix al fet de potenciar l'accés de les dones tant en l'àmbit de l'educació científica com en l'exercici de professions vinculades a la ciència i la tecnologia per tal d'equilibrar la presencia d'homes i dones.

- El segon tracta sobre les institucions des d'un punt de vista genèric on l'objectiu és reformar les estructures socials que impedeixen l'accés de les dones als àmbits purament científics. Per tal d'aconseguir aquest objectiu s'han de revisar les possibles formes de discriminació que impedeixen l'accés a determinats àmbits i al mateix temps ajustar i equilibrar tot allò que fa referència a la vida laboral i personal per tal que homes i dones accedeixin amb les mateixes condicions.

- El tercer àmbit a tenir en compte es refereix a la necessitat d'integrar la perspectiva de gènere en els mateixos estudis i continguts científics i tecnològics. Donat que actualment la presència de les dones en la ciència és reduïda, la visió que tenen les institucions científiques està dominada per valors masculinitzats. Es tracta en definitiva de superar la visió androcèntrica de la ciència i la tecnologia.

## Història dels estudis de gènere de la ciència i la tecnologia
La tradició a l'estat espanyol dels estudis CTS data de la dècada dels 80 a partir de la necessitat de l'estudi de la ciència i la tecnologia des d'una perspectiva integradora i interdisciplinària, des de disciplines com la filosofia de la ciència, la història o la sociologia de la ciència, per qüestionar el pretès caràcter imparcial, autònom i valorativament neutre de la ciència i la tecnologia.

### Segona onada feminista
Els estudis de ciència, tecnologia i gènere, en el context sociopolític de l'anomenada "segona ona" del feminisme, sorgeixen de la necessitat d'estudiar el paper de les dones en la ciència, i reescriure així la història de la ciència. Des de llavors, dones en ciència ha estat una de les àrees d'estudi més importants i fructíferes en CTG, que continua avui dia realitzant la labor de recuperar una genealogia de dones en ciència mitjançant la recuperació de biografies i aportacions concretes de les dones científiques.
Al mateix temps que es treballava en la recuperació històrica de l'aportació de les dones a la ciència, es dedicaven esforços pedagògics per motivar nenes i dones en l'aprenentatge de la ciència i la tecnologia. I, d'altra banda, des de la militància en diversos moviments polítics i socials (lluita de classes, ecologia o antimilitarisme), s'arribava a la conclusió que no era suficient juxtaposar el compromís feminista als altres compromisos sociopolítics, sinó que era necessari incorporar el gènere com a variable rellevant en les anàlisis crítiques de la cultura cientificotecnològica.
Gràcies a aquests esforços, i seguint Sandra Harding, es passa de la qüestió de la dona en la ciència a la qüestió de la ciència en el feminisme, iniciant una tradició analítica multidisciplinària de les barreres sexistes i androcèntriques que han mantingut allunyada la dona de la ciència; de les conseqüències socials i polítiques que aquest allunyament ha suposat; i dels biaixos sexistes i androcèntrics que es troben impregnats tant al llenguatge com en la pràctica científica.
Per una banda, els vells paradigmes com la teoria de l'actor -xarxa del programa SCOT de l'escola constructivista restaven encara subjectes a l'androcentrisme, i per una altra, els corrents essencialistes de la primera onada feminista no donaven respostes objectives alhora d'analitzar la problemàtica envers les relacions entre les dones i la ciència. Era necessari un enfocament interdisciplinari més objectiu, rigorós on la perspectiva de gènere fos el pal de paller.
De la necessitat d'analitzar i explicar totes aquestes qüestions, sorgeixen diversos enfocaments teòrics que van configurant el camp de l'epistemologia feminista. Així més que un paradigma acceptat per la comunitat científica actual de les Ciències Socials i pel món del feminisme, ens trobem amb un ventall de corrents epistemològiques sobre l'estudi de la relació entre ciència, tecnologia i gènere, obrint un debat força intens en el mateix món del feminisme.

### Postfeminisme
Les diferents aportacions feministes a l'anàlisi de la tecnologia han deixat al descobert les mancances de paradigmes susceptiblement patriarcals i sense perspectiva de gènere elaborats només per i per a homes. Les epistemologies feministes inicials com la epistemologia empirista, la epistemologia piscodinàmica, les feministes “del punt de vista”, les feministes contextuals” o la més recent, la epistemologia postmoderna, (també etiquetades amb noms com: feminisme liberal, feminisme socialista, feminisme crític, feminisme postcolonial i feminisme postmodern) donen una visió crítica sobre la incidència de la tecnologia en les dones i posen al descobert que la tecnologia pot generar una construcció social del gènere, alimentant la divisió de gènere i l'androcentrisme. Aquests corrents han estat necessaris per tenir una visió més completa de la realitat social i alhora més vàlida.
En un primer moment les diferents corrents epistemològiques feministes cerquen la reivindicació de la dona en el món de la ciència i la denuncia del androcentrisme, més endavant, corrents més madures busquen la perspectiva de gènere i la defensa del gènere com una categoria analítica sociològica rellevant en l'anàlisi epistemològic entorn la ciència i la tecnologia.
Les primeres epistemologies feministes com les anomenades empiristes, crítiques, contextual o “punt de vista”, actualment poden ser vistes com a visions radicals i deterministes.
Els primers corrents epistemològics feministes eren susceptibles de caure en el parany del sexisme, ja que es buscava una exaltació de la dona envers l'home, reforçant encara més la dicotomia home-dona de la societat patriarcal occidental. Aquestes teories consideraven que el desenvolupament de la ciència és inherentment androcèntric, on l'home és exclusivament el que dissenya i produeix les seves aplicacions. Aquestes feministes busquen substituir el subjecte home del coneixement científic pel subjecte dona. Això no resolt ni supera l'essencialisme feminista que se li retreu en posteriors crítiques. La introducció del gènere com una categoria no descriptiva per l'anàlisi social de la ciència donà més validesa que els vells paradigmes que no tenien en compte aquest fet ni el de la perspectiva de gènere.
Donna Haraway és la representant més destacada del anomenat feminisme postmodern, intenta acabar amb el debat i el conflicte de les diverses epistemologies feministes enfrontades, la seva visió és més complerta i conciliadora, l'androcentrisme, el relativisme i l'essencialisme feminista és analitzat críticament des d'una escrupolosa perspectiva de gènere, on el “gènere” esdevé per fi una categoria tan sols analítica. Haraway es deslliura tant el tecnopessimisme essencialista com l'enfrontament gratuït entre epistemologies feministes, amb una proposta integradora, positiva i alhora més rigorosa i complerta.

## Àrees d'estudi
- Dones en la ciència En l'àmbit laboral la presencia de les dones es produeix en sectors històricament considerats com a típicament femenins (serveis, professions relacionades amb la cura, servei públic, etc.). Per contra, en l'àmbit tècnic i científic la seva presencia és molt reduïda. Quant a l'educació existeix també una clara diferenciació per sexes: en àmbits socials i humanístics la presencia de dones és majoritària i contràriament en els àmbits més tècnics la seva presencia és clarament inferior. Això és vàlid tant per la formació professional com en l'àmbit universitari. Els estudis realitzats des de la Universitat Politècnica de Catalunya permeten constatar com l'accés de les dones a les carreres tècniques presenta un clar rerefons sòcio-cultural on mentre els homes procedeixen de totes les classes socials, les dones majoritàriament pertanyen a classes mitges o altes. De la mateixa manera es fa patent la importància de la família com a transmissora de rols i estereotips sexuals. Això queda demostrat en el fet que fins i tot les dones que han realitzat carreres de tipus tècnic, la tendència indica que les seves ocupacions posteriors tendiran a no ser específicament tècniques sinó que tendiran a fer tasques històricament imputades a l'àmbit femení. El mateix succeeix en l'àmbit de l'ensenyament. Segons un estudi de la UPC les dones ocupen el 32% dels llocs d'ensenyament superior a Espanya i el 26% de la UE. Aquest fenomen s'explica pel concepte de “sostre de vidre” segons el qual encara que les dones tinguin èxit en les primeres passes de la vida acadèmica, en etapes posteriors el seu ascens es veu frenat i no aconsegueixen accedir a llocs de responsabilitat.
- Biomedicina en general, i en particular del cos de les dones

La biomedicina, com a organisme biopolític de control, producció i regulació del cos institucionalitzat a partir de la medicina moderna des del segle xix i al llarg de tot el segle xx, representa un espai d'anàlisi ineludible de la formulació i pràctica cientificotecnològica sobre el cos, en general, i sobre el cos de la dona en particular.
El desenvolupament de la biomedicina i les biotecnologies ha tingut desigual repercussió en la salut i qualitat de vida d'homes i dones. Les dones, a més de no participar -o haver estat invisibilitzada la seva participació- en el desenvolupament cientificotecnològic, han estat històricament considerades per la societat i la medicina éssers inferiors i subordinats a l'home. Abans del segle xviii, no eren si més no objecte d'estudi de la medicina, i quan al segle xix i XX van començar a ser-ho, ho van ser per a l'estudi i realçament de les diferències entre homes i dones en cossos, cervells, ments i conductes, sempre considerant les dones inferiors als homes. Com a exemple, podem destacar els nombrosos estudis en psicologia per establir les diferències sexuals en habilitats cognitives i justificar així la menor intel·ligència de les dones.
Existeixen multitud de camps d'aplicació per a l'anàlisi del discurs i la pràctica biomèdica, així com de les tecnologies desenvolupades per la biomedicina per al tractament del cos, des del punt de vista de gènere i feminista. Alguns en són: la sexologia, les tecnologies i polítiques reproductives o drets reproductius, les tecnologies d'assistència al part o medical·lització del part, les tecnologies de reproducció assistida o les tecnologies d'assignació/reassignació de sexe.
- Tecnologies de la informació i la comunicació.

## Màquines masclistes
D'acord amb Shanker (1998), la ciència i la tecnologia són la base del poder, la clau de la prosperitat, simultàniament són un instrument culturalment poderós que dissol no solament la resistència física sinó les actituds de vida. La societat es transforma i s'adapta als canvis a la tecnologia. En aquest sentit, cap la possibilitat que també existeixi una visió influïda pel gènere, com es donarien en casos estudiats com el de la bicicleta o el de la rentadora.
Quant al cas de la rentadora, encara que «la concepció i el desenvolupament de la tecnologia apareixen teòricament de forma asexuada o al marge de les relacions socials de sexe», la seva concepció tenia un clar destinatari, i eren les dones. cal dir, no obstant això, que la rentadora, lluny de ser un artefacte d'emancipació i alliberador es va convertir en una subordinació per a elles, molt lluny de l'alliberament que representava la bicicleta per Trevor Pinch i Wiebe Bijker.
En aquest estudi es destaca la total absència de dones en el procés de disseny i en els llocs de responsabilitat tècnica. No obstant això, les investigadores van concloure que les operàries havien de ser dones perquè les usuàries potencials d'aquests aparells eren dones, mentre que eren les mestresses de casa. El problema radica que la dona no disposa dels coneixements tècnics adequats, per la qual cosa els homes segueixen mantenint el control tècnic de l'objecte.
La relació entre l'altura de la dona i la grandària dels comandaments dels aparells és alguna cosa a tenir en compte, ja que deixa entreveure que aquests han estat concebuts per a homes.
Un altre fet destacable és la forma de càrrega de la rentadora. La major part de les màquines a Espanya són d'obertura frontal, ja que les de càrrega superior suposen un muntatge més costós. A més, Alemany relaciona la càrrega frontal amb el fet que la dona ja està acostumada a una posició corbada donada la seva condició de mestressa de casa.
Destacar també la utilització eficaç i eficient de la rentadora per part de la dona, que lligada a la seva cultura domèstica, fa que la dona segueixi sent la responsable d'organitzar les bugades a la unitat familiar. En aquest sentit «el nou electrodomèstic apareix, per tant, com un element de conservadorisme social i no com un factor d'emancipació o de transformació progressiva de les relacions socials de sexe».
Finalment, destacar que la concepció de la rentadora, i sobretot, el seu ús, «confirma a la dona com a principal actora en aquest tipus de funcions». Per aquest motiu no és rar que les dones «senten un cert malestar cap a la tecnologia, o es desentenen d'ella, ja que en lloc de ser innovacions alliberadores per a les dones, confirmen molt freqüentment la seva subordinació».

## Situació actual
- Des de l'any 1996, se celebra de manera bianual el Congrés Iberoamericà de Ciència, Tecnologia i Gènere.[14]